# Juliana de Norwich

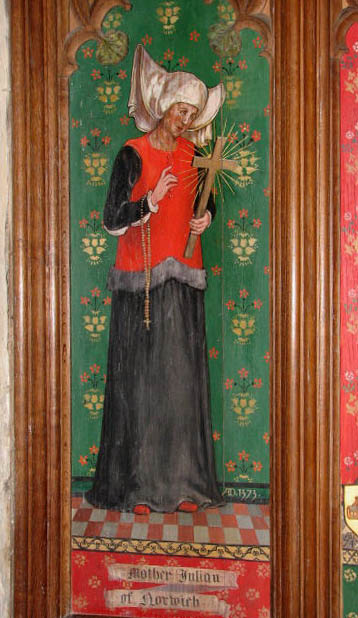
Santa Juliana, representada en la iglesia de San Andrés y Santa María de Langham (Norfolk).

Juliana de Norwich (Julian of Norwich, en inglés; c. 8 de noviembre de 1342 – c. 1416) es considerada una de las más grandes escritoras místicas cristianas de Inglaterra. Es venerada por la Iglesia de Inglaterra, la Iglesia Luterana y la Iglesia católica. Le fue dedicada una estatua en el pórtico de la catedral anglicana de Norwich. Sus obras se consideran los más antiguos textos sobrevivientes en inglés escritos por una mujer, aunque es posible que haya también algunas obras anónimas creadas por mujeres. Las suyas son también las únicas obras sobrevivientes en inglés creadas por una anacoreta.

## Biografía
Se conoce poco de su vida, aparte de lo que ella misma dejó escrito en sus apuntes. Incluso su nombre es incierto, dado que el nombre de Juliana proviene de la iglesia de San Julián, en Norwich, junto a la cual la santa ocupaba una celda de anacoreta.
A la edad de treinta años, padeció una grave enfermedad que la tuvo al borde de la muerte. En el transcurso de la enfermedad parece ser que sufrió una serie de visiones o revelaciones, las cuales supusieron, veinte años más tarde, la fuente principal para su obra titulada Sixteen Revelations of Divine Love ("Dieciséis Revelaciones del Amor Divino", circa 1393). Se cree que este es el primer libro escrito por una mujer en inglés. Esta obra la hizo muy popular en su tiempo, hasta el punto que Margery Kempe (considerada la primera autora de una autobiografía en inglés) declaró que peregrinó a Norwich para ponerse en contacto con Juliana.
Se hizo ermitaña tras sufrir sus revelaciones. Se ofrece como válida una cronología: tuvo sus visiones en 1373, alcanzó a comprenderlas en 1388 y escribió sobre ellas hacia 1393, aparte de unos apuntes que tomaría poco después de la experiencia.

## Teología

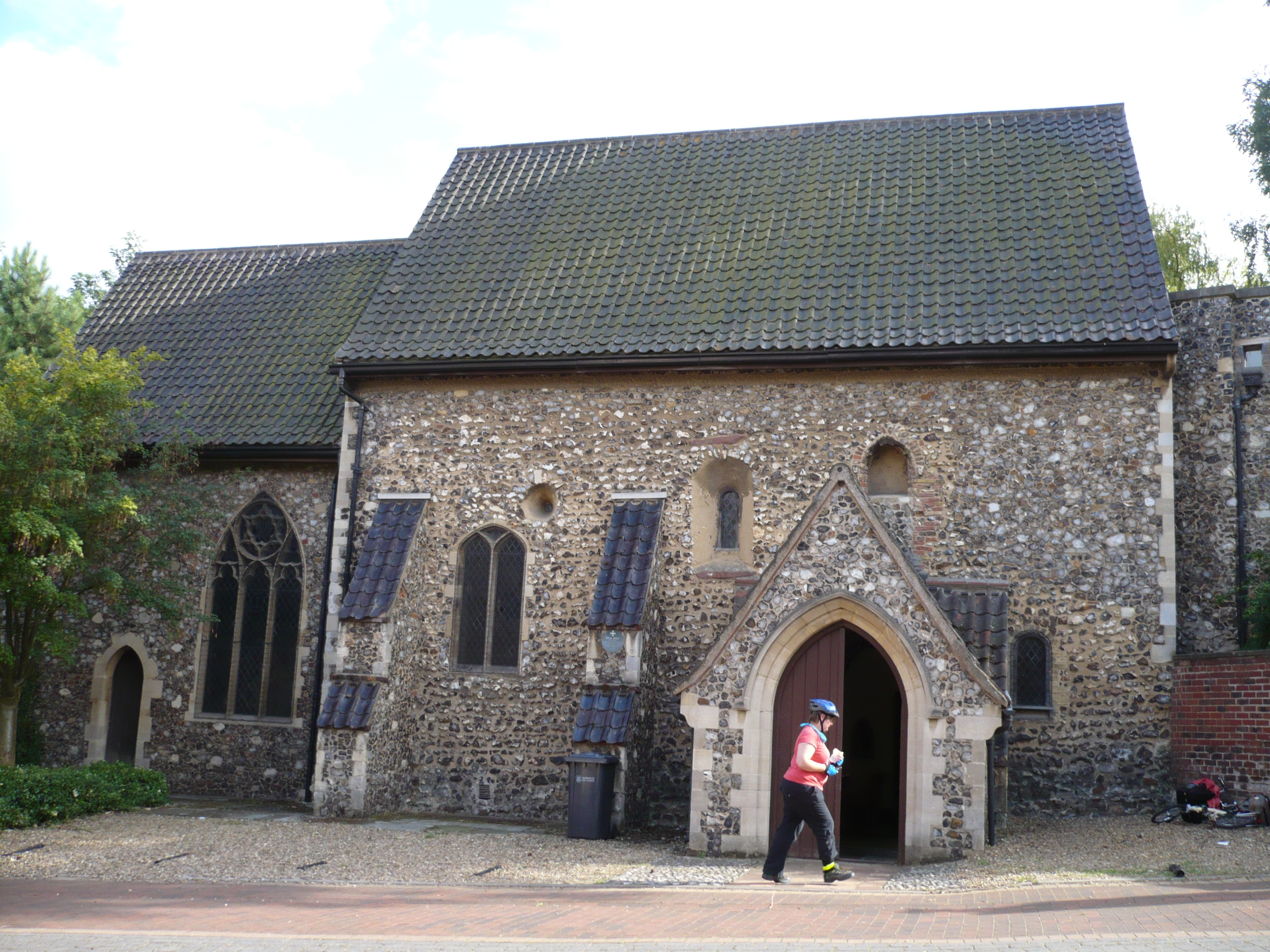
Iglesia de San Julián de Norwich.

Aunque vivió en una época agitada, la teología de Juliana es de corte optimista. Habla del amor de Dios en términos de alegría y compasión y no de ley o deber. Para Juliana, el sufrimiento no es un castigo infligido por Dios, sino una herramienta que Él utiliza para atraernos. Este concepto es muy diferente de la opinión predominante en su tiempo, que vio en desastres como la peste negra un merecido castigo divino. Creía que más allá de la existencia del Infierno había un misterio mayor, que es el amor de Dios. Pese a que sus opiniones eran singulares en su tiempo, las autoridades eclesiásticas no las criticaron, debido a la condición ermitaña de Juliana.
Otro aspecto muy significativo y original en su doctrina es el tratamiento que da a la Santísima Trinidad, en la cual compara a Jesús con una madre sabia, amante y misericordiosa. Del mismo modo, enlaza a Dios con la maternidad en términos de engendrador de la Naturaleza. Juliana, pues, al igual que otros grandes místicos, usó tanto términos femeninos como masculinos para referirse a Dios y convierte este concepto en el centro de su teología.

## Legado
Quizá la cita por la que mejor se la recuerda es la optimista: All shall be well, and all shall be well, and all manner of thing shall be well ("Todo irá bien, y todo irá bien, y toda clase de cosas irán bien"), una de las frases más conocidas de la literatura de su época, citada en el siglo XX por el poeta T. S. Eliot en su obra Cuatro cuartetos (dentro del último cuarteto: Little Gidding). Sirvió igualmente como título a la primera novela de Tod Wodicka.
Se considera que como habitante de Europa occidental en su época, Juliana era católica; no obstante, algunos estudiosos la consideran en ciertos aspectos precursora de Martín Lutero y la Reforma, lo que magnifica su figura en dos confesiones distintas. La Iglesia católica la venera como santa, pero también se la admira en muchas iglesias reformadas. El líder evangélico A. W. Tozer, por ejemplo, en uno de sus sermones habló de ella diciendo: "Ella vivió 200 años antes de Martín Lutero, y sin embargo, en espíritu era protestante. En su pequeño libro dice que en una ocasión estaba orando (y ya saben cómo rezaban con todo tipo de artilugios para ayudarse); el Señor se le apareció y le dijo: 'no tienes que tener todas estas cosas para orar; todo lo que Dios quiere y espera de ti es que creas en Él y lo ames con todo tu corazón'".
La obra de Juliana de Norwich se ha hecho muy popular entre los y las feministas cristianos, debido a su concepto de lo femenino asociado a la divinidad. Y no solo, por su parte, bell hooks –una de las más destacadas desarrolladoras del denominado feminismo de la interseccionalidad– destaca algunas reflexiones de la mística por atreverse desde dentro de la Iglesia a oponerse a una idea de salvador única y exclusivamente masculina, contribuyendo con ello a liberar a las mujeres de "las cadenas de una religión patriarcal" como reflejan estas palabras:

Nuestro salvador es nuestra verdadera madre, en quien somos eternamente engendrados y del que no saldremos jamás
Traducción de María Tabuyo en Norwich, Libro de visiones y revelaciones, Madrid, Trotta 2002, p.134

La canción Julian of Norwich, de Sydney Carter, conmemora su filosofía optimista.

## Obras
- Revelations of Divine Love (c. 1393)

Versión en español:
- Juliana de Norwich (2002). Libro de visiones y revelaciones. Trotta. ISBN 978-84-8164-559-0.